# Bible Adventures
Bible Adventures is een computerspel dat werd ontwikkeld en uitgegeven door Wisdom Tree. Het spel kwam in 1991 uit voor de Nintendo Entertainment System. Later volgde ook een versie voor DOS en de Sega Mega Drive. Het spel bevat drie verschillende side-scrolling platformspellen die gebaseerd zijn op de Bijbel. De namen van deze spellen zijn Noah's Ark, Save Baby Moses en David.

## Uitgaven
- DOS (1994)
- Sega Mega Drive (1995)
- NES (1991)

## Ontvangst
| Beoordeeld door                     | Platform        | Datum            | Score |
| ----------------------------------- | --------------- | ---------------- | ----- |
| HonestGamers                        | NES             | 2002             | 70%   |
| Just Games Retro                    | NES             | 4 september 2006 | 61%   |
| Digital Press - Classic Video Games | NES             | 28 december 2003 | 60%   |
| Hardcore Gaming 101                 | NES             | 2000             | 30%   |
| Sega-16.com                         | Sega Mega Drive | 20 juli 2006     | 10%   |
| The Video Game Critic               | NES             | 15 januari 2010  | 0%    |